# Паркер Стівенсон
Річард Стівенсон Паркер-молодший (нар. 4 червня 1952) — американський актор. Найбільш відомий завдяки ролі Френка Гарді в телесеріалі 1970-х "Хлопці Гарді " та Крейга Помероя в телесеріалі 1990-х «Рятівники Малібу». Також, у своїй професії, відомий як Паркер Стівенсон.

## Раннє життя
Стівенсон народився у Філадельфії, США під ім'ям Річард Стівенсон Паркер-молодший. Батько — Річард Стівенсон Паркер-старший, радник з інвестицій. Мати — Сара Мід, актриса, яка працювала на Бродвеї та знімалася в численних телевізійних рекламах. Вперше, на зйомки, Стівенсона взяла його мати, коли йому було п'ять років, що призвело до того, що він двічі знявся на телебаченні. Старший Паркер, який переїхав з родиною в Рай, штат Нью-Йорк, не схвалював того, що його син з'явився на телебаченні, і, хоча, сам Річард-молодший знявся в кількох п'єсах у підготовчій школі Брукса, він тоді не мав наміру ставати актором і хотів бути архітектор.

## Кар'єра
Першою помітною появою Стівенсона на екрані стала головна роль у фільмі 1972 року «Роздільний мир», в якому зазначається роль Паркера Стівенсона. Після закінчення школи Брукса та Принстонського університету, де він вивчав архітектуру, він переїхав до Голлівуду та отримав роль із Семом Елліоттом у фільмі «Рятувальник» 1976 року.
Також, Стівенсон став відомим завдяки головній ролі разом із Шоном Кессіді в серіалі «Хлопці Гарді/Таємниці Ненсі Дрю», створеному продюсерською компанією Глена А. Ларсона через MCA-Universal Television (нині NBCUniversal).  У 1983 році, він зіграв у фільмі Stroker Ace зухвалого ворога Берта Рейнольдса за кермом гоночної машини, Обрі Джеймса. Фільм був критичним і фінансовим провалом.
У 1986 році Стівенсон зіграв Біллі Хазарда в телевізійному міні-серіалі "Північ і південь: Книга II " . Він знявся разом із тодішньою дружиною Кірсті Аллі, яка зіграла його сестру Вірджилію Хазард.  Також, він знявся в короткочасному телесеріалі 1988 року «Зонд» у головній ролі. Він був частиною оригінального акторського складу «Рятівники Малібу» в сезоні 1989 року, повернувшись до сезонів 1997 і 1998 років. У другому сезоні він грав роль комп'ютерного магната на «Район Мелроуз».
Також, Стівенсон захоплювався фотографуванням. Він був фотографом з дитинства. Його роботи можна знайти на його веб-сайті.
З 2017 по 2020 рік він знімався в Greenhouse Academy в ролі Луїса Осмонда, директора Академії.

## Особисте життя
Стівенсон одружився з акторкою Кірсті Аллі 22 грудня 1983 року, але вони розлучилися в 1997 році.  Вони усиновили двох дітей: сина в 1992 році та доньку в 1995 році.
Потім, Стівенсон одружився зі знаменитою шеф-кухаркою Лізі Шоен 29 вересня 2018 року в Лос-Олівосі, Каліфорнія.